# Колесников (Воронежская область)
Колесников — хутор в Нижнедевицком районе Воронежской области.
Входит в состав Хвощеватовского сельского поселения.

## География

### Улицы
- ул. Дальняя